# Región de las Aguas Grandes

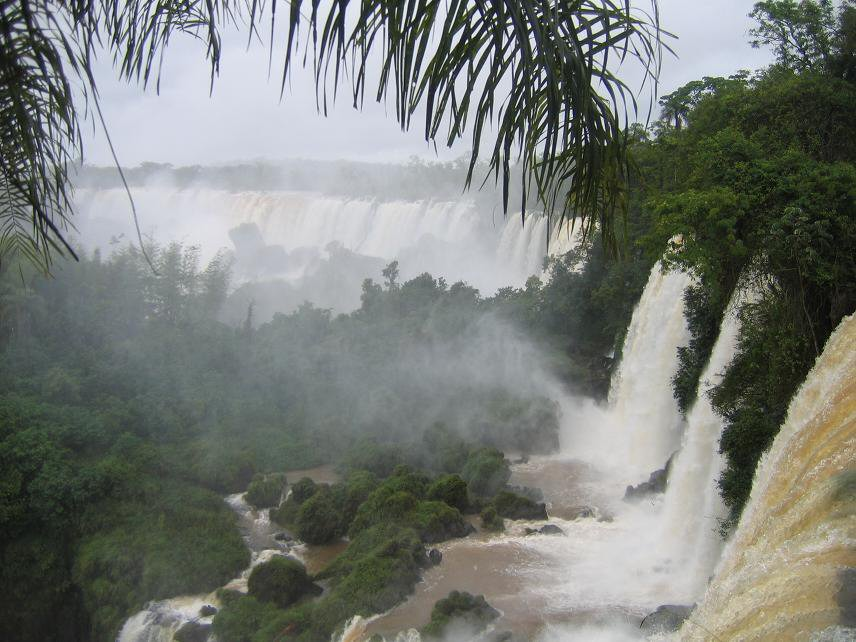
Vista aérea de las Cataratas del Iguazú.

La Región de las Aguas Grandes es una subregión turística de la provincia de Misiones (Argentina).
Se encuentra ubicada al norte del departamento de Iguazú, abarcando el parque nacional Iguazú y las localidades de Puerto Iguazú, Wanda y Andresito.
El nombre proviene de la traducción de la palabra guaraní ÿ-guasú: ‘agua-grande’.

## Atractivos
- Cataratas del Iguazú, en Puerto Iguazú
- Salto Álvar Núñez Cabeza de Vaca, en Puerto Iguazú
- Salto Arrechea, en Puerto Iguazú
- Salto Dos Hermanas, en Puerto Iguazú
- Luna Llena, en Puerto Iguazú
- Ecomuseo, en Puerto Iguazú
- Centro de recuperación de aves Guirá Oga, en Puerto Iguazú
- Tren Ecológico de la Selva, en Puerto Iguazú
- Hito de las Tres Fronteras, en Puerto Iguazú
- Mineral Park, en Puerto Iguazú
- Casino Iguazú, en Puerto Iguazú
- Isla de San Martín, en Puerto Iguazú
- Complejo Turístico Aripuca, en Puerto Iguazú
- Salto Tupí-Cuá, en Wanda
- Minas de Piedras Preciosas, en Wanda